# Symplocos sandiae
Symplocos sandiae är en tvåhjärtbladig växtart som beskrevs av August Brand. Symplocos sandiae ingår i släktet Symplocos och familjen Symplocaceae. Inga underarter finns listade i Catalogue of Life.